# Rodolfo Lourenço
Rodolfo Rafael Dias Lourenço (sinh ngày 15 tháng 7 năm 1991) là một cầu thủ bóng đá người Bồ Đào Nha thi đấu cho Freamunde ở vị trí hậu vệ.

## Sự nghiệp bóng đá
Rodolfo khởi đầu sự nghiệp tại Sertanense nơi anh thi đấu một mùa giải tại Campeanato de Portugal trước khi chuyển đi theo dạng tự do đến Associação Desportiva Nogueirense vào ngày 30 tháng 7 năm 2012. Anh ở lại Nogueirense trong 3 năm, ra sân hơn 75 lần cho câu lạc bộ từ 2012 đến 2015. Ngày 30 tháng 7 năm 2012 anh được chuyển nhượng tự do đến đội bóng tại Giải bóng đá hạng nhất quốc gia Bồ Đào Nha S.C. Olhanense. Anh ra mắt cho Olhanense trong trận đấu tại Cúp Liên đoàn bóng đá Bồ Đào Nha 2015–16 với F.C. Penafiel, với kết quả thất bại 2-0. Anh là cầu thủ ra sân thường xuyên trong mùa giải đầu tiên ở S.C. Olhanense.

## Cá nhân
Anh là em trai của Fausto Lourenço.

## Thống kê sự nghiệp
| Câu lạc bộ                                  | Số trận | Bàn thắng |
| ------------------------------------------- | ------- | --------- |
| Sertanense F.C.:2011-2012                   | 22      | 0         |
| Associação Desportiva Nogueirense:2012-2015 | 81      | 2         |
| S.C. Olhanense:2015-                        | 26      | 0         |
| Tổng cộng                                   | 129     | 2         |